# NGC 2074
NGC 2074 is een emissienevel in het sterrenbeeld Goudvis. Het hemelobject ligt 170.000 lichtjaar van de Aarde verwijderd en werd ontdekt door de Britse astronoom John Herschel.

## Synoniemen
- ESO 57-EN8
- h 2942
- GC 1272